# あのじゅうよ〜
あのじゅうよ〜（Nostalgic Memories）は、2022年4月からテレビ和歌山で放送されているバラエティ番組。

## 概要
番組名の『あのじゅうよ』とは、和歌山弁で「あのじゅう（時分）よ」「あの頃は」という意味。語尾を「よー」と伸ばすのは、田辺市など和歌山南部に見られる表現で「同等もしくは目上の人に使い、丁寧なニュアンスがある」。
番組内では和歌山県内の各市町村について、主に視聴者から投稿された写真・映像やテレビ和歌山に残されているアーカイブ映像を元に、昭和時代の記憶を振り返るほか、合わせて現在の様子も取材しどのようにその土地が変化したかを追う。
番組はテレビ和歌山の公式YouTubeチャンネルでも公開されており、一部を除き第1回からの放送を視聴可能である。

## 出演者
- いぐっちゃん（井口博文）- 和歌山弁研究家、グラフィックデザイナー
- 山田みゆき - テレビ和歌山アナウンサー